# Prosopanche
Hydnora, holoparazitni biljni rod iz porodice Aristolochiaceae, dio potporodice Hydnoroideae.
Rod je sa svojih 7 vrsta raširen po Južnoj Americi.

## Vrste
1. Prosopanche americana (R.Br.) Baill.
2. Prosopanche bonacinae Speg.
3. Prosopanche caatingicola R.F.Machado & L.P.Queiroz
4. Prosopanche cocuccii Tav.de Carvalho, Záchia & Mariath
5. Prosopanche costaricensis L.D.Gómez
6. Prosopanche demogorgoni Funez
7. Prosopanche panguanensis C.Martel & Rob.Fern.